# Roque Olsen
Roque Germán Olsen Fontana (ur. 9 września 1925 w Viale, zm. 15 czerwca 1992 w Sewilli) – argentyński piłkarz i trener.
Karierę zawodniczą zaczynał w Club Atlético Tigre. Jego następnymi klubami były Racing Club, Real Madryt, z którym zdobył trzy mistrzostwa Hiszpanii, i Córdoba C.F, gdzie rozegrał ostatni mecz w 1957 i wkrótce został trenerem tej drużyny. Następnie trenował FC Barcelona, Sevilla FC, Real Saragossa i UD Las Palmas.